# Lilium speciosum
Lilium speciosum Thunb. è una pianta bulbosa appartenente alla famiglia delle Liliacee, diffusa in Cina e Giappone.

## Tassonomia
Sono note le seguenti varietà:
- Lilium speciosum var. speciosum
- Lilium speciosum var. clivorum S.Abe & Tamura
- Lilium speciosum var. gloriosoides Baker

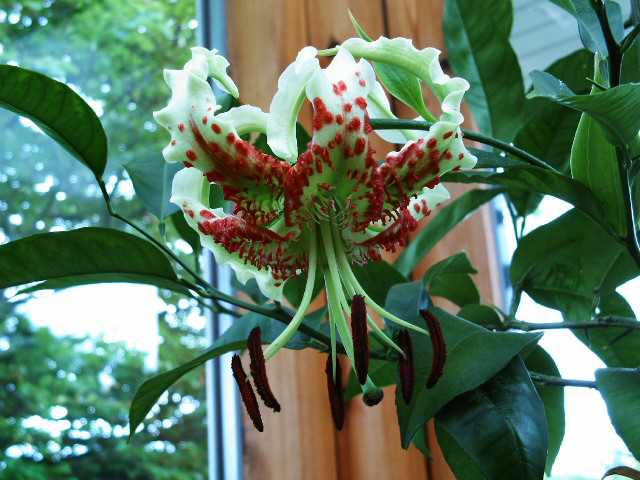
Lilium speciosum var. gloriosoides